# Джамали, Роза
Роза Джамали (перс. رزا جمالی‎; род. 19 ноября 1977, Тебриз, Восточный Азербайджан, Иран) — иранская поэтесса, сценарист, переводчик и литературный критик.

## Образование и карьера
Роза Джамали изучала драматургию в Университете Искусств Тегерана; позднее в Тегеранском университете получила степень магистра в области английской литературы.
Её первая книга «Этот труп не яблоко: либо огурец, либо груша» была опубликована в 1997 году и вызвала огромный интерес литературных журналов и появление большого количества статей и отзывов. Эта книга дала толчок для развития персидской поэзии в новом для неё русле. Основная её тема – индивидуальность вещей, окружающих нас в современной повседневной жизни со всеми её потребностями. В том же году вышел её второй сборник стихов — «Кривляние перед тобой» — и также был хорошо принят критиками.
Позднее Роза Джамали публиковала литературные обзоры, а также критические статьи о других поэтах, раскрывая в них свои взгляды на искусство. В 2002 году вышла в свет её третья книга — «Чтобы продолжить это детективное приключение я сварила кофе», которую открывает одноимённая драматическая поэма. Она содержит в себе множество отсылок к Библии и греческим мифам, их героям.
В следующем своём сборнике, вышедшем в 2011 году, — «Песочные часы уснули» — поэтесса рассуждает с философской точки зрения о смерти и любви, при этом в некоторой степени ощущается подражание Омару Хайаму.
Стихи Розы Джамали были переведены на ряд европейских языков: английский, французский, немецкий, шведский, турецкий, итальянский, голландский, а также эсперанто. В 2001 году ей была предложена работа в Центре изучения Азии и Африки Лондонского университета. В сентябре 2006 года она приняла участие в культурной программе вместе с голландской поэтессой Жаной Берановой, в рамках которой они переводили стихи друг друга на свои родные языки. Иранская поэтесса сама также периодически занимается переводами персидских произведений на английский язык, а европейских — на персидский.

## Работы

### Поэтические сборники
- Этот труп не яблоко: либо огурец, либо груша (перс. این مرده سیب نیست یا خیار است یا گلابی‎, 1997);
- Кривляние перед тобой (перс. دهن کجی به تو‎, 1998);
- Чтобы продолжить это детективное приключение я сварила кофе (перс. برای ادامهٔ این ماجرای پلیسی قهوه‌ای دم کرده‌ام‎, 2002);
- Песочные часы уснули (перс. این ساعت شنی که به خواب رفته‌است‎, 2011);
- Шоссе перекрыто (перс. بزرگراه مسدود است‎, 2014).

### Пьесы
- Тень (перс. سایه‎, 2007).